# Sacred Books of the East

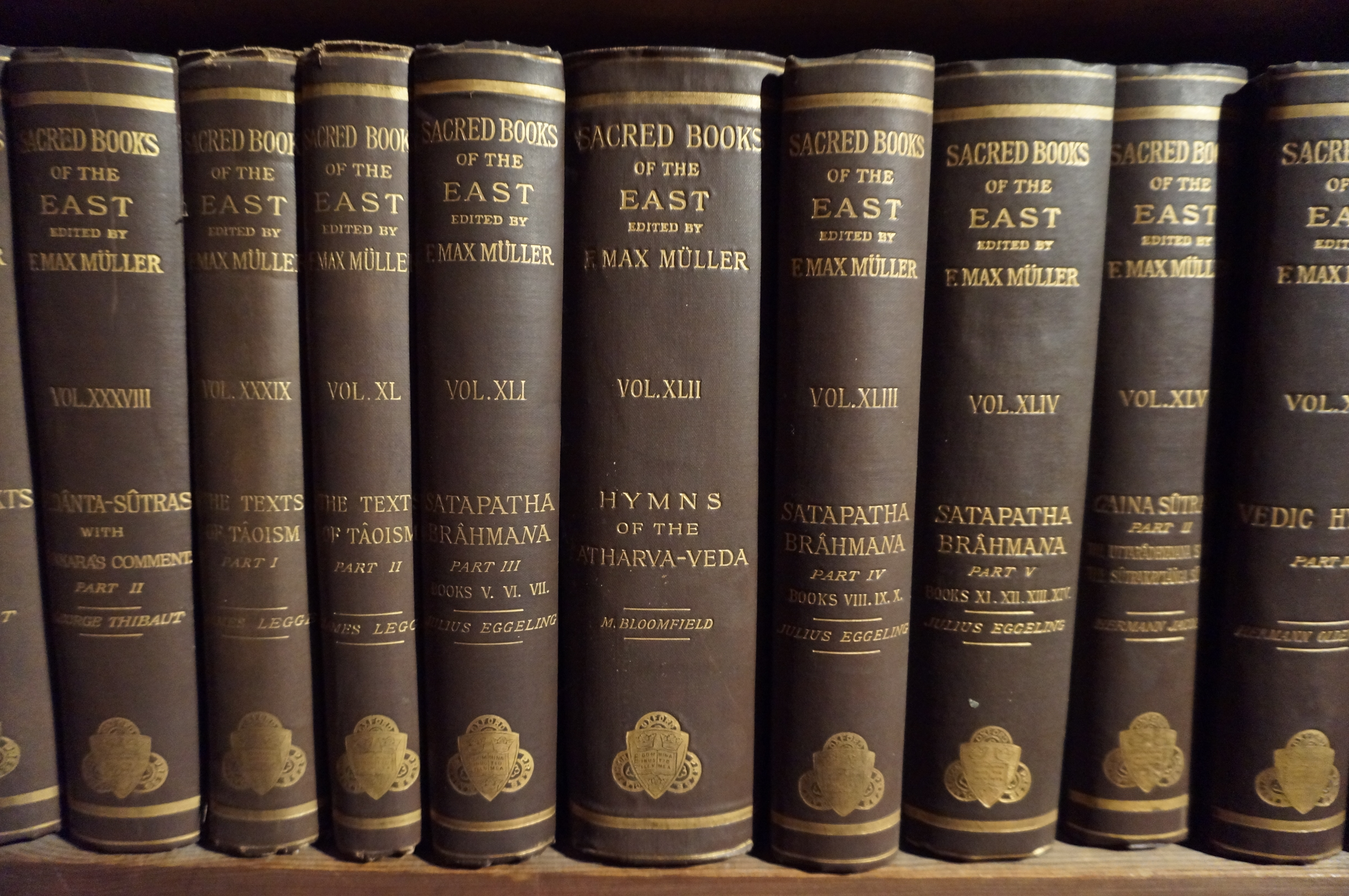
Auszug aus der Buchreihe

Sacred Books of the East („Heilige Bücher des Ostens“) ist eine monumentale 50-bändige Buchreihe von englischen Übersetzungen asiatischer religiöser Schriften, die von  Max Müller herausgegeben wurde und bei der Oxford University Press zwischen 1879 und 1910 erschienen ist. Sie enthält die wichtigsten heiligen Texte des Hinduismus, Buddhismus, Daoismus, Konfuzianismus, Zoroastrianismus, Jainismus und Islam.
Von 1997 bis 2008 wurden sämtliche Bände in elektronische Versionen gebracht und sind online zugänglich.
| Bd. | Gruppe | Jahr | Übersetzer                                                       | Titel und Inhalt |
| --- | ------ | ---- | ---------------------------------------------------------------- | --- |
| 1   | Hindu  | 1879 | Max Müller                                                       | Die Upanishaden, Teil 1 von 2. Chandogya-Upanishad. Talavakara Upanishad (Kena-Upanishad). Aitareya-Upanishad. Kaushitaki-Upanishad. Vajasaneyi Upanishad (Isha-Upanishad). |
| 2   | Hindu  | 1879 | Georg Bühler                                                     | The Sacred Laws of the Aryas, Band 1 von 2. Die Heiligen Gesetze der Arier, wie sie an den Schulen von Apastamba, Gautama, Vâsishtha und Baudhâyana gelehrt werden. Kapitel I Apastamba und Gautama. (Die Dharma Sutras). |
| 3   | China  | 1879 | James Legge                                                      | The Sacred Books of China, Band 1 von 6. Die Heiligen Bücher Chinas. Teil I des konfuzianischen Textes. Der Shû König. Die religiösen Zeilen des Shih-Königs. Der Hsiâo-König. |
| 4   | Zor    | 1880 | James Darmesteter                                                | Das Zend-Avesta, Band 1 von 3. Der Vendîdâd. |
| 5   | Zor    | 1880 | Edmund W. West                                                   | Pahlavi-Text, Band 1 von 5. Der Bundahis, Bahman Yast und Shayast La-Shayast. |
| 6   | Islam  | 1880 | E. H. Palmer                                                     | Der Qur'an, Band 1 von 2. |
| 7   | Hindu  | 1880 | Julius Jolly                                                     | The Institutes of Visnu. Die Gebote Vishnus |
| 8   | Hindu  | 1882 | Kâshinâth Trimbak Telang                                         | Die Bhagavadgita mit der Sanatsugâtiya und der Anugitâ. |
| 9   | Islam  | 1880 | E. H. Palmer                                                     | Der Qur'an, Band 2 von 2. |
| 10  | Bud    | 1881 | Max Müller (Dhammapada) Viggo Fausböll (Sutta-Nipata)            | Das Dhammapada und das Sutta-Nipâta, eine Sammlung von Lehrreden; Bestandteil der kanonischen Büchern der Buddhisten, aus dem Pāli übersetzt; und das Dhammapada, eine Verssammlung, ebenfalls aus dem Pāli übersetzt. |
| 11  | Bud    | 1881 | T. W. Rhys Davids                                                | Buddhistische Suttas. Die Mahâ-parinibbâna Suttanta, die Dhamma-kakka-ppavattana Sutta, die Tevigga Suttanta, die Âkankheyya Sutta, die Ketokhila Sutta, die Mahâ-Sudassana Suttanta und die Sabbâsava Sutta. |
| 12  | Hindu  | 1882 | Julius Eggeling                                                  | Das Satapatha Brahmana nach dem Text der Mâdhyandina-Schule, Band 1 von 5, Bücher I und II |
| 13  | Bud    | 1881 | T. W. Rhys Davids und Hermann Oldenberg                          | Vinaya-Texte, Band 1 von 3. Das Patimokkha. Das Mahavagga, I–IV. |
| 14  | Hindu  | 1882 | Georg Bühler                                                     | The Sacred Laws of the Aryas, Band 2 von 2. Die heiligen Gesetze der Arier. Kapitel II Vâsishtha und Baudhâyana. |
| 15  | Hindu  | 1884 | Max Müller                                                       | Die Upanishaden, Teil 2 von 2. Katha-Upanishad. Mundaka-Upanishad. Taittiriya-Upanishad. Brihadaranyaka-Upanishad. Svetasvatara-Upanishad. Prashna-Upanishad. Maitrayani-Upanishad. |
| 16  | China  | 1882 | James Legge                                                      | The Sacred Books of China, Band 2 von 6. Die Heiligen Bücher Chinas. Teil II des konfuzianischen Textes. Das Yi King. |
| 17  | Bud    | 1882 | T. W. Rhys Davids und Hermann Oldenberg                          | Vinaya-Texte, Band 2 von 3. Das Mahavagga, V–X, das Kullavagga I–II. |
| 18  | Zor    | 1882 | Edmund W. West                                                   | Pahlavi-Texte, Band 2 von 5. Das Dâdistân-î Dinik und die Briefe der Mânûskîhar. |
| 19  | Bud    | 1883 | Samuel Beal                                                      | The Fo-sho-hing-tsan-king, a life of Buddha, Das Fosuo xingzan jing, ein Leben des Buddha, von Ashvaghosha, Bodhisattva; vom Sanskrit ins Chinesische übersetzt von Dharmakṣema, A.D. 420. |
| 20  | Bud    | 1885 | T. W. Rhys Davids und Hermann Oldenberg                          | Vinaya-Texte, Band 3 von 3. Das Kullavagga, IV–XII. |
| 21  | Bud    | 1884 | Hendrik Kern                                                     | The Saddharma-Pundarika or The Lotus of the True Law, Das Saddharma-Pundarika oder Der Lotus des Wahrhaftigen Gesetzes. |
| 22  | Jain   | 1884 | Hermann Jakobi                                                   | Gaina Sûtras, Band 1 von 2, aus dem Prâkrit übersetzt. Das Âkârânga sûtra. Das Kalpa sûtra. |
| 23  | Zor    | 1883 | James Darmesteter                                                | Das Zend-Avesta, Band 2 von 3. Die Sîrôzahs, Yasts und Nyâyis. |
| 24  | Zor    | 1884 | Edmund W. West                                                   | Pahlavi-Texte, Band 3 von 5. Dinai Mainög-i khirad, Sikand-Gümanik Vigar, Sad Dar. |
| 25  | Hindu  | 1886 | Georg Bühler                                                     | The Laws of Manu. Die Gesetze Manus (Die Manusmriti). Übersetzt, mit Auszügen von sieben Kommentaren. |
| 26  | Jain   | 1885 | Julius Eggeling                                                  | Das Satapatha Brahmana nach dem Text der Mâdhyandina-Schule, Band 2 von 5, Bücher III und IV |
| 27  | China  | 1885 | James Legge                                                      | The Sacred Books of China, Band 3 von 6. Die Heiligen Bücher Chinas. Teil III des konfuzianischen Textes. Der Lî Kî, Teil 1 von 2. |
| 28  | China  | 1885 | James Legge                                                      | The Sacred Books of China, Band 4 von 6. Die Heiligen Bücher Chinas. Teil III des konfuzianischen Textes. Der Lî Kî, Teil 2 von 2. |
| 29  | Hindu  | 1886 | Hermann Oldenberg                                                | Die Grihya-sutras; Regeln der vedischen, einheimischen Zeremonien. Band 1 von 2. Sankhyayana-Grihya-sutra. Asvalayana-Grihya-sutra. Paraskara-Grihya-sutra. Khadia-Grihya-sutra. |
| 30  | Hindu  | 1892 | Hermann Oldenberg, Max Müller                                    | Die Grihya-sutras; Regeln der vedischen, einheimischen Zeremonien. Band 2 von 2. Gobhila, Hiranyakesin, Apastamba (Olderberg); Yajña Paribhashasutras (Müller). |
| 31  | Zor    | 1887 | Lawrence Heyworth Mills                                          | Das Zend-Avesta, Band 3 von 3. Das Yasna, Visparad, Afrînagân, Gâhs und verschiedene Fragmente. |
| 32  | Hindu  | 1891 | Max Müller                                                       | Vedic Hymns, Band 1 von 2. Vedische Lobgesänge für die Marutas, Rudra, Vâyu und Vâta. Mit einer bibliographischen Liste der wichtigeren Publikationen über die Rig-veda. |
| 33  | Hindu  | 1889 | Julius Jolly                                                     | The Minor Law-Books: Brihaspati. (Teil 1 von 1). Die kleineren Gesetzbücher. |
| 34  | Hindu  | 1890 | George Thibaut                                                   | Die Vedanta-Sutras, Band 1 von 3. Kommentar von Sankaracharya, Teil 1 von 2. Adhyâya I–II (Pâda I-II). |
| 35  | Bud    | 1890 | T. W. Rhys Davids                                                | The Questions of King Milinda, Band 1 von 2. Die Fragen des Königs Menandros. Milindapañha. |
| 36  | Bud    | 1894 | T. W. Rhys Davids                                                | The Questions of King Milinda, Band 2 von 2. Die Fragen des Königs Menandros. Milindapañha. |
| 37  | Zor    | 1892 | Edmund W. West                                                   | Pahlavi-Texte, Band 4 von 5. Inhalte der Nasks. Denkard |
| 38  | Hindu  | 1896 | George Thibaut                                                   | Die Vedanta-Sutras, Band 2 of 3, Kommentar von Sankaracharya, Teil 2 von 2. Adhyâya III-IV (Pâda III-IV). |
| 39  | China  | 1891 | James Legge                                                      | The Texts of Taoism, Teil 1 von 2. Die Texte des Taoismus. The Sacred Books of China, Band 5 von 6. Die Heiligen Bücher Chinas. Zudem das Tâo Teh King (Tao te Ching): Die Schriften des Kwang-Tze, Bücher I–XVII. |
| 40  | China  | 1891 | James Legge                                                      | The Texts of Taoism, Teil 2 von 2. Die Texte des Taoismus. The Sacred Books of China, Band 6 von 6. Die Heiligen Bücher Chinas. Die Schriften des Kwang-Tse, Bücher XVIII–XXXIII, das Thâi-shang Traktat der Taten und deren Vergeltungen, andere taoistische Texte sowie der Index zu Pkt. 39 und 40 der Gesamtliste.                                                               |
| 41  | Hindu  | 1894 | Julius Eggeling                                                  | Das Satapatha Brahmana gemäß dem Text der Mâdhyandina-Schule, Band 3 von 5, Bücher V–VII. |
| 42  | Hindu  | 1897 | Maurice Bloomfield                                               | Hymns of the Atharvaveda. Die Lobgesänge der Atharvaveda. Zusammen mit Auszügen aus den rituellen Büchern sowie Kommentaren. |
| 43  | Hindu  | 1897 | Julius Eggeling                                                  | Das Satapatha Brahmana gemäß dem Text der Mâdhyandina-Schule, Band 4 von 5, Bücher VIII–X. |
| 44  | Hindu  | 1900 | Julius Eggeling                                                  | Das Satapatha Brahmana gemäß dem Text der Mâdhyandina-School, Band 5 von 5, Bücher XI–XIV. |
| 45  | Jain   | 1895 | Hermann Jakobi                                                   | Gaina Sûtras, Band 2 von 2, aus dem Prâkrit übersetzt. Das Uttarâdhyayana Sûtra, das Sûtrakritânga Sûtra. |
| 46  | Hindu  | 1897 | Hermann Oldenberg                                                | Vedic Hymns, Band 2 von 2. Vedische Lobgesänge. Lobgesänge für Agni (Mandalas I–V). |
| 47  | Zor    | 1897 | Edmund W. West                                                   | Pahlavi-Texte, Band 5 von 5. Wunder des Zoroastrismus. |
| 48  | Hindu  | 1904 | George Thibaut                                                   | Die Vedanta-Sutras, Band 3 von 3, mit einem Kommentar von Râmânuja. |
| 49  | Bud    | 1894 | Edward Byles Cowell, Max Müller und Takakusu Junjirō             | Buddhistische Mahâyâna-Texte. Teil 1 Das Buddha-karita von Asvaghosha, aus dem Sanskrit übersetzt durch E. B. Cowell. Teil 2 das größere Sukhâvatî-vyûha, das kleinere Sukhâvatî-vyûha, das Vagrakkedikâ, das größere Pragñâ-pâramitâ-hridaya-sûtra, das kleinere Pragñâ-pâramitâ-hridaya-sûtra, übersetzt durch Max Müller. Das Amitâyur dhyâna-sûtra, übersetzt durch J. Takakusu. |
| 50  | index  | 1910 | Moriz Winternitz, mit einem Vorwort von Arthur Anthony Macdonell | Allgemeiner Index der Namen und der Materie der Heiligen Bücher des Ostens. |